# Gerald Vanenburg
Gerald Mervin Vanenburg (nacido el 5 de marzo de 1964 en Utrecht) es un exfutbolista neerlandés.

## Trayectoria
Comenzó su carrera profesional en el Ajax Ámsterdam en el que estuvo desde 1980 hasta el 86. Después fichó por el PSV Eindhoven con el cual ganó la Copa de Europa en 1988 en cuyo equipo jugó hasta 1993 desde donde se fue al Júbilo Iwata. Jugó en el equipo japonés hasta 1996 y volvió a los Países Bajos, para jugar en el FC Utrecht un año. Después jugó en Francia en el AS Cannes y finalizó su carrera como jugador en Alemania, en el 1860 Múnich en el año 2000.
En el año 2004, debutó como entrenador en el 1860 Múnich para después entrenar al Helmond Sport, al FC Eindhoven y al Willem II como ayudante en 2008.

## Selección nacional
Ha sido internacional con la Selección de fútbol de Países Bajos en 42 ocasiones anotando un gol.

### Participaciones en Copas del Mundo
| Mundial                        | Sede   | Resultado   |
| ------------------------------ | ------ | ----------- |
| Copa Mundial de Fútbol de 1990 | Italia | 8° de final |

## Clubes
| Club           | País         | Año       |
| -------------- | ------------ | --------- |
| Ajax Ámsterdam | Países Bajos | 1980-1986 |
| PSV Eindhoven  | Países Bajos | 1986-1993 |
| Júbilo Iwata   | Japón        | 1993-1996 |
| FC Utrecht     | Países Bajos | 1997      |
| AS Cannes      | Francia      | 1997-1998 |
| 1860 Múnich    | Alemania     | 1998-2000 |

## Palmarés

### Campeonatos nacionales
| Título                   | Club           | País         | Año  |
| ------------------------ | -------------- | ------------ | ---- |
| Eredivisie               | Ajax Ámsterdam | Países Bajos | 1982 |
| Eredivisie               | Ajax Ámsterdam | Países Bajos | 1983 |
| Copa de los Países Bajos | Ajax Ámsterdam | Países Bajos | 1983 |
| Eredivisie               | Ajax Ámsterdam | Países Bajos | 1985 |
| Copa de los Países Bajos | Ajax Ámsterdam | Países Bajos | 1986 |
| Eredivisie               | PSV Eindhoven  | Países Bajos | 1987 |
| Eredivisie               | PSV Eindhoven  | Países Bajos | 1988 |
| Copa de los Países Bajos | PSV Eindhoven  | Países Bajos | 1988 |
| Eredivisie               | PSV Eindhoven  | Países Bajos | 1989 |
| Copa de los Países Bajos | PSV Eindhoven  | Países Bajos | 1989 |
| Copa de los Países Bajos | PSV Eindhoven  | Países Bajos | 1990 |
| Eredivisie               | PSV Eindhoven  | Países Bajos | 1991 |
| Eredivisie               | PSV Eindhoven  | Países Bajos | 1992 |

### Copas internacionales
| Título         | Equipo                        | Sede      | Año  |
| -------------- | ----------------------------- | --------- | ---- |
| Copa de Europa | PSV Eindhoven                 | Stuttgart | 1988 |
| Eurocopa       | Selección de los Países Bajos | Múnich    | 1988 |

### Distinciones individuales
| Distinción                      | Año  |
| ------------------------------- | ---- |
| Bota de Oro en los Países Bajos | 1988 |
| Bota de Oro en los Países Bajos | 1989 |